# Battambang
Battambang (kmer: ក្រុង បាត់ដំបង) város Kambodzsa északnyugati részén, az azonos nevű tartomány székhelye. Phnom Penhtől közúton mintegy 300 km-re északnyugatra, Poipettől, a thaiföldi határtól 110 km-re délkeletre van. A város az 5-ös jelzésű főúton fekszik, repülőtere 3 km-re van a városközponttól.
Agglomerációjának lakossága mintegy 200 000 fő (2013.).
Éghajlata trópusi monszun, a száraz évszak decembertől március végéig tart.
A város főbb látnivalói a buddhista templomai és néhány régi épület a francia gyarmati időszakból. 
Környéke, a Szap-tó partja az ország fő rizstermesztő területe. 

## Galéria
| Képgaléria |
| ---------- |
|            |